# Râul Doamnei
Il Râul Doamnei è un affluente sinistro del fiume Argeș (a sua volta affluente del Danubio). Nasce dalla confluenza dei fiumi Valea Rea e Zârna, a nord della città di Pitești.

## Significato del nome e leggenda
Râul Doamnei in romeno significa "Il fiume della Signora" o "Il fiume della Principessa": râul significa "il fiume", mentre doamnei è il genitivo di doamnă (dal latino domina, signora).
Secondo un'antica leggenda locale la prima sposa del voivoda Vlad III di Valacchia morì suicida nel 1462 durante l'assedio del castello di Poenari. Infatti, dopo la cattura di Vlad III, un suo servitore inviò un messaggio con una freccia per informare la principessa che all'indomani le armate ottomane avrebbero invaso il castello. La moglie di Vlad, allora, si gettò dalla torre del castello nel fiume sottostante, preferendo la morte alla prigionia turca. In seguito il fiume fu ribattezzato con il suo attuale nome in onore della principessa.
La vicenda è anche raccontata in maniera romanzata nel film Dracula di Bram Stoker (1992) di Francis Ford Coppola con Winona Ryder nel ruolo della principessa.

## Ecosistema
Il fiume è lungo 98 km e frequentemente si prosciuga d'estate, dal momento che le acque vengono convogliate nella centrale idroelettrica dell'Argeș. La costruzione dell'impianto ha comportato dei danni all'ecosistema del fiume: infatti il Romanichthys valsanicola, una specie di pesce endemica in pericolo critico, abitava nelle acque del fiume, ma attualmente popola soltanto il fiume Vâlsan, a un km di distanza.